# 猎人肉排

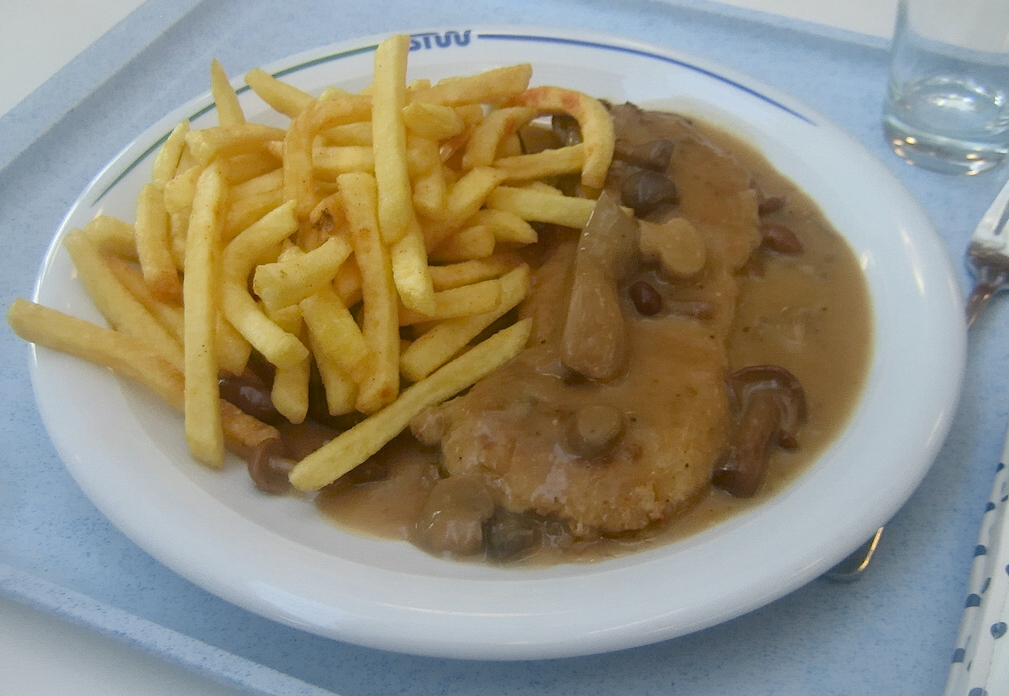
一碟搭配配炸薯条和蘑菇酱的猎人肉排

猎人肉排（德语：Jägerschnitzel）是一道由烤小牛肉或猪肉搭配蘑菇或番茄奶油酱汁制成的德国菜。在各地餐桌上，这道菜的主角还可以换成面包屑裹肉排，番茄酱烤香肠或者德国面疙瘩。

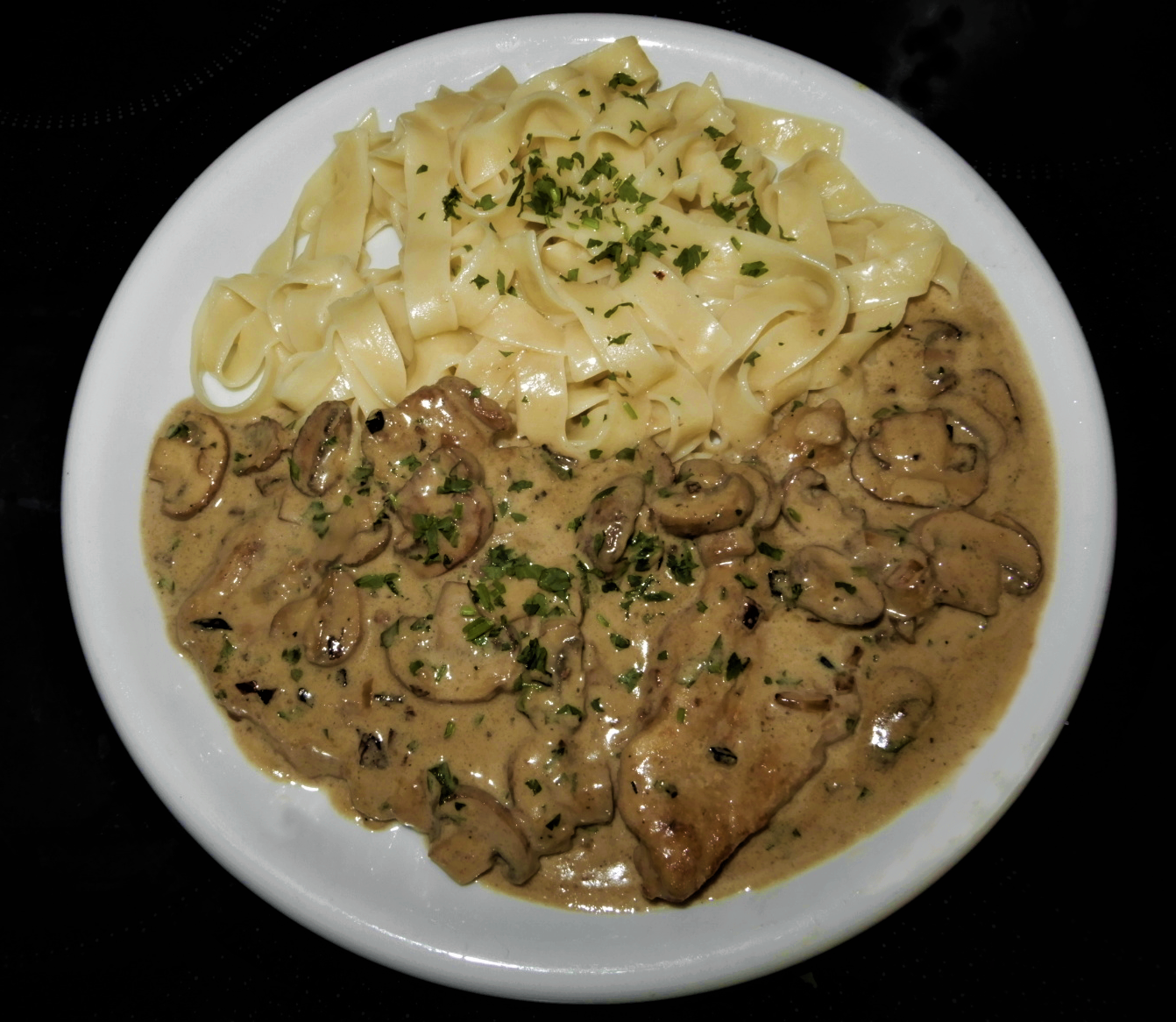
配宽面条的猎人肉排

## 传统做法
烹制传统做法的猎人肉排的核心包括肉和酱汁。肉主要是将未裹面包屑的肉片用黄油煎烤，而搭配的酱汁则大多用白葡萄酒腌过的青葱和番茄酱烹制而成。装盘后，搭配切片的蘑菇、鸡油菌和羊肚菌作为配菜。
传统做法中常见的一个变种是将肉替换成酸奶油烤猪排，并配以炸洋葱、鸡油菌和甜椒。
另一种常见的变种则是将酱汁缓存黑蘑菇奶油酱并搭配炸薯条、面条或米饭。

## 香肠做法

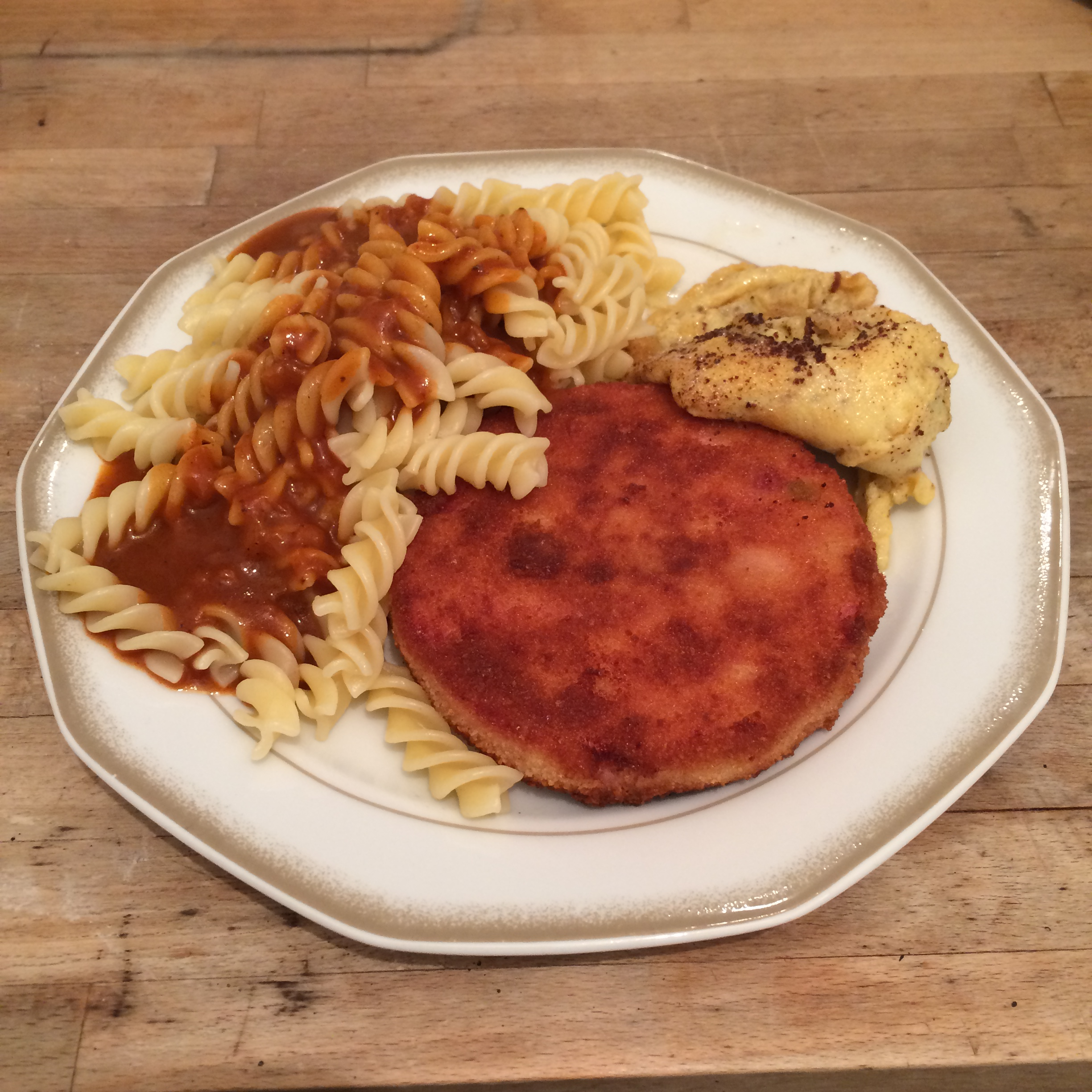
搭配纺锤粉和番茄酱的猎人肉排

前东德地区常见的猎人肉排一般以猪肉香肠为主。制作时，会将香肠切成手指厚的片，涂上面包屑后在食用油或无水黄油中煎至酥脆，最后淋上番茄酱。这种做法的猎人肉排通常与面食或土豆（土豆泥、炸薯条或土豆沙拉）一起食用。
这种做法的猎人肉排在前东德地区很受欢迎，尤其在食堂配上蔬菜作为学校餐大量供应。